# Frederic William Farrar
Frederic William Farrar (Mumbai, 07 august 1831 - Canterbury, 22 martie 1903) a fost un cleric al Bisericii Angliei (anglican), profesor și autor.

## Biografie
Farrar s-a născut în Mumbai, India și educat la King William's College pe Insula Man, King's College din Londra și Trinity College, Cambridge. La Cambridge a câștigat medalia de aur a cancelarului, pentru poezie în 1852. Timp de câțiva ani a fost profesor la Harrow School, și între anii 1871 – 1876, a fost director la Marlborough College.
Farrar a devenit succesiv un canonic al Westminster și rector al Sf. Margaret, arhidiacon de Westminster Abbey și decan de Canterbury. El a fost un predicator elocvent și un autor voluminos, scrierile sale, inclusiv povești ale vieții școlare, cum ar fi Eric, or, Little by Little (Eric, sau, încetul cu încetul) și Sf. Winifred despre viața într-un internat de băieți la sfârșitul epocii victoriene, și două romane istorice.
Scrierile religioase a lui Farrar au inclus titlurile, Life of Christ (Viața lui Hristos) (1874), care a avut o mare popularitate, și Life of St. Paul (Viața Sfântului Pavel) publicată în 1879. Lucrările sale au fost traduse în mai multe limbi, mai ales Viața lui Hristos.
Farrar a crezut în reconcilierea universală și a crezut că toți oamenii ar fi în cele din urmă salvați, această idee promovat-o într-o serie de 1877 predici. Farrar a publicat Eternal Hope (Speranța veșnică) în 1878 și Mercy and Judgment (Bunătatea și dreptatea) în 1881, ambele apărând universalismul creștin.
Fiica lui Farrar, Maud, a fost mama mareșalului din cel de al doilea război mondial, Bernard Montgomery.
Farrar are o stradă numită după el - Dean Farrar Street în Westminster, Londra.

## Opere
- Life of Christ (1874) – Viața lui Hristos
- Eternal Hope (1878) – Veșnica speranță
- Life and Works of St. Paul (1879) – Viața și lucrările Sfântului Pavel
- History of Interpretation (1886) – Istoria interpretării
- Lives of the Fathers Volume 1 (1889) – Viețile sfinților părinți (2 volume)
- Lives of the Fathers Volume 2 (1889)
- Darkness and Dawn (1891) – Întuneric și zori
- The Voice from Sinai (1892) – Vocea din Sinai
- Julian Home (Est 1870-1890)
- Gathering Clouds: A Tale of the Days of St. Chrysostom – Adunarea norilor: O poveste a zilelor Sfântului Hrisostom (Sf. Ioan Gură de Aur)